# Parfait

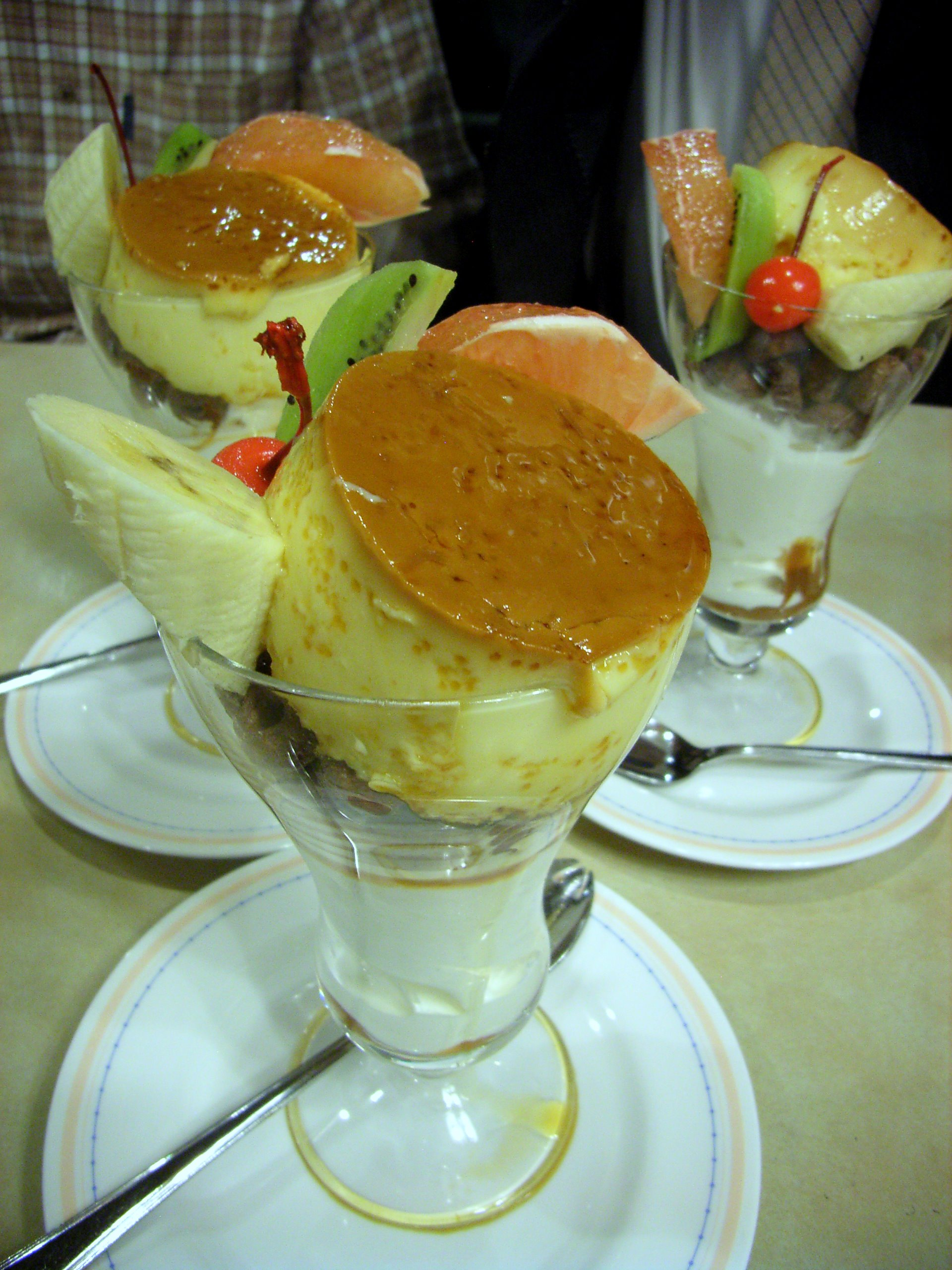
Parfait

 Parfait (fr. krem mrożony, wym. paʁˈfɛ) – deser podawany zazwyczaj w wysokim kielichu.
Sporządza się go z masy mleczno-jajecznej wymieszanej z bitą śmietaną oraz dodatkami aromatycznymi, takimi jak kawa, czekolada, przecier owocowy itp.